# 水貨客

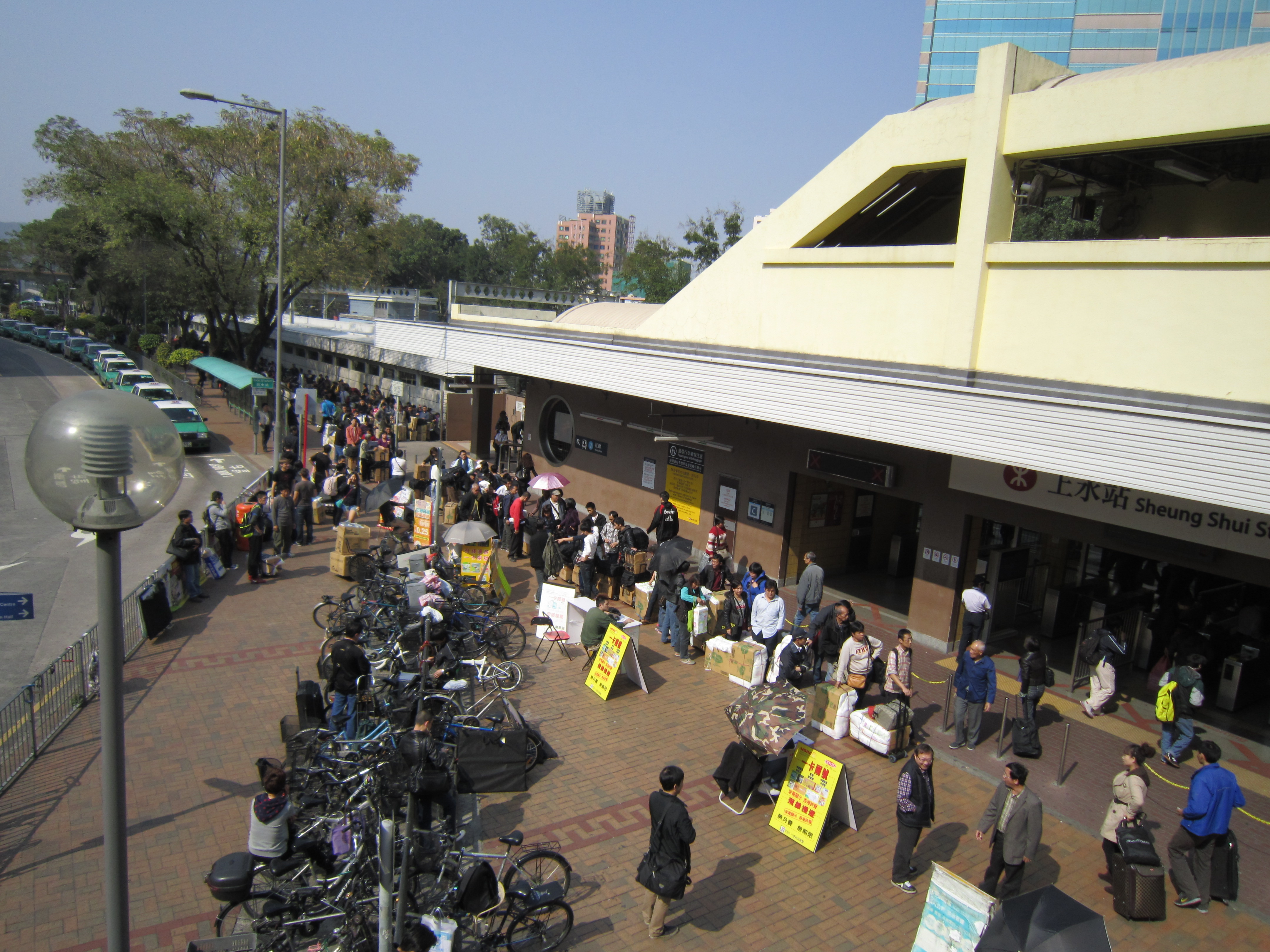
港鉄上水駅C出口に並ぶ水貨客

水貨客（すいかきゃく、イェール式広東語: séui fo haak、英語: Parallel trader）とは、個人使用の名目で大量の転売目的の密輸品（水貨）を持ち、中国本土・香港間を越境する旅行者を指す俗称であり、主に香港からさまざまな手段を用いて中国本土、特に深圳との陸路境界付近へ商品を運ぶ行為を行う者たちをいう。この行為は、香港各地の市民の日常生活に様々なトラブルや社会問題を引き起こした。2012年から2013年にかけて、水貨客の問題は市民団体による「上水駅奪還（光復上水站）」抗議活動へと発展し、香港特別行政区政府は関連対策として、複数の執法部門によるタスクフォースの編成や合同取り締まりなどを実施した。2015年までに、水貨客の問題は深港境界に近い上水から屯門ニュータウンへと広がり、「光復屯門」「捍衛沙田」「光復元朗」「遊覧完上水去屯門」などの抗議活動を招いた。これらの反水貨客運動は、雨傘運動へと至る本土主義の高まりの要因のひとつとなった。
2020年1月末から2月初めにかけて、新型コロナウイルス感染症の流行により、香港と中国本土の間で出入境管理が実施され、多くの陸路出入境口が閉鎖された。陸路口岸のうち、深圳湾口岸のみが運用を継続し、水貨客が香港と中国本土を自由に往来して活動することが困難となった。しかし、マカオでの感染状況が緩和され、中国本土当局が2020年7月中旬よりマカオから広東省への14日間隔離措置を解除すると、香港の水貨客集団はマカオの出入境管理の緩みを突いて、水貨活動の中心をマカオの関閘周辺へと移し、結果としてマカオ域内でも水貨客の問題が発生するようになった。

## 現況
2003年以降、「港澳個人遊（香港・マカオ向け個人旅行許可制度）」、「一簽多行（マルチエントリービザ）」の導入、さらに人民元に対する香港ドルの為替レート上昇などの要因により、中国本土から多数の旅行者が香港に訪れて消費するようになった。その中には、価格差によって利益を得ようとする大陸出身の水貨客や、香港在住の水貨客も含まれていた。
現在、大部分の水貨客はグループに組織されており、「蟻の引っ越し（螞蟻搬家）」と呼ばれる方式、すなわち1回あたりの運搬量を少量に抑え、何度も出入境を繰り返す手法を採用しており、1回の往復で約100香港ドルの利益を得ているとされている。彼らは通常、運んでいる品物について少量かつ個人使用であると申告し、海関（税関）職員に疑われなければ関税を支払わずに済む。水貨客の中にはフリーランス、トラック運転手、個人旅行の観光客、越境通学の学生、退職者、主婦などさまざまな人々が含まれている。また、貨物の所有者自身が運搬に関わり、同時に水貨を販売するケースもある。取り扱われる品目には、粉ミルク、ヤクルト、iPhone、タブレット、カメラ、ハンドバッグ、タバコ、ロブスター、年末年始用の食材や豚肉などもある。
毎日、香港と深圳を結ぶ各出入境口岸では、アクティブに活動する水貨客が2万人に達している。深圳海関のデータによれば、過境旅客のうち罰金を科された者の構成は、中国本土の市民が40%、香港市民が60%である。一日に一度の往復のみを行う旅客のうち、95%は通常の旅客であるのに対し、一日に複数回往復する者の中では、実に95%が水貨客であるとされている。広東省海防および密輸対策弁公室（海防與打私辦）はこれを、通常の旅客が一日に何度も往復する必要はなく、この現象が水貨活動の実態を反映しているものだと見ており、「一簽多行（マルチエントリービザ）」政策における1日あたりの出入境回数を制限する案を検討した。これに対して、当時の香港保安局局長であった黎棟国は、マルチエントリービザを廃止すべきではないとの見解を示した。

### 上水駅
羅湖口岸の出入境旅客数は1日あたり延べ約26万人に上り、この大量の人流が水貨集団にとって格好のカモフラージュとなっている。そのため、水貨活動の主なエリアは東鉄線沿線に集中している。とりわけ、上水駅は水貨の主要な集散地となっており、特にMTRが管理するC出口付近の道路では、毎日数千人の水貨客が駅構内外で商品の受け渡しを行っており、長時間にわたる滞留によって出入口周辺の混雑や通行障害が生じている。さらに、一部の水貨客は、大量の荷物を載せた鉄製カートを道路脇の鉄柵に鎖で固定して放置し、港鉄が「私家路（私有道路）」とする区域を占拠する事態も発生している。また、深圳側の羅湖口岸外の空き地も水貨客によって「分貨大笪地（仕分けの広場）」として使用されており、羅湖商業城1階は、水貨客の情報収集・連絡拠点、いわば「天文台」のような役割を果たしているとされている。
2008年2月、港鉄は上水駅で「港鉄附例」の厳格な施行を開始し、改札を挟んでの荷物や商品の受け渡し行為を明確に禁止した。加えて、駅構内に大きな透明のガラス仕切りも設置された。無賃乗車対策として、改札前に職員を増員し、乗客の出入りを現場で監視した。2009年3月1日からは、上水駅で人の流れを管理する措置を実施し、1番ホームの第2～第4車両の位置にフェンスを設置して乗降客の動線を分け、降車客にはホームの壁側の通路を利用して改札を出るよう求め、ホーム中央部を待機乗客のために確保し、乗客の流れを分離した。しかし、2012年以降、上水駅における水貨客の状況はますます深刻化した。港鉄は毎日約7人の専任職員を配置し、荷物検査や人の流れの管理などを行っている。職員によれば、水貨客からの暴言は日常茶飯事で、もはや慣れているが、中にはルールを守って礼儀正しく感謝を伝える水貨客もいるという。職員の中には、この駅は毎日数百万香港ドルにのぼる貨物が行き交う「荷役エリア」のようだと語る者もおり、洗濯機一台を現場で解体して部品ごとに持ち帰ろうとする者や、「個人使用」と称して大量の生理用ナプキンを運ぶ男性を目撃したケースもある。
「新起点」は2013年1月27日に上水駅で北区の住民500人以上に対してインタビュー調査を行い、その結果、回答した市民全員（100%）が政府の一簽多行政策の継続に不満を抱いていることが明らかになった。さらに57%の人が政府は民意を無視していると考えており、72%の人が水貨客が集まる地域からの転居を検討していると答えた。
2014年12月、クリスマスと新年を控える中、区内一帯のスーパーマーケットやチェーン店には昼夜を問わず長蛇の列ができた。水貨客の活動範囲は従来の上水地区の薬局から大きく拡大し、新豊路、新楽街、符興街一帯の複数のスーパー、マニングス、ワトソンズ、コンビニ、さらには石湖墟公園にまで及んだ。区内の住民は苦しんでおり、運転手が水貨客ばかりを好んで乗せると苦情を述べ、旧正月直前の状況がさらに悪化することを懸念している。立法会議員の范国威は、上水を水貨客で溢れかえらせないためには、「一簽多行」の廃止と罰金の引き上げなど三つの方策を講じる必要があると述べた。
2015年初頭の時点で、水貨客が荷物を積み込むために集まる石湖墟の複数の通りは、すでにごみ捨て場のような様相を呈しており、配送用のパレットがあちこちに放置されているほか、旅行者が使用した梱包用の段ボールやビニール袋も捨てられていた。食物環境衛生署の統計によれば、2014年第4四半期に執法部門が香港在住でない旅行者に対して発行した914件のごみの投棄に関する定額罰金のうち、実に38％が期限内に支払われておらず、累計金額は42万香港ドルに達した。これは香港在住者の支払遅延率9％の3倍以上にあたる。執業大律師の陸偉雄は、香港政府の現行の対応では旅行者に「罰金はうやむやにできる」との印象を与えやすく、香港の法治社会としてのイメージを損なうと指摘し、政府は内地と協力して罰金を徴収するか、あるいは旅行者をブラックリストに載せるべきだと提案した。
2015年2月時点で、港鉄は上水駅の附例特検隊（「香港鉄路附例」に基づいて無賃乗車や荷物の重量制限違反の摘発を行うチーム。通称: 灰狗）に3台の携帯用ビデオカメラを導入すると発表し、それぞれの価格は6,000～7,000香港ドルだった。職員は2月9日から試験的に使用を開始し、衝突が発生した際には即時に撮影することで抑止効果を期待しており、半年後にはその効果を検証する予定である。港鉄はまた、約10名の駅員を増員して勤務させ、案内標識の設置や仮設の仕切りの設置を行い、乗客が持ち込む大型手荷物が23キログラムを超えないよう監視することとした。もし大型手荷物を所持する乗客がいれば、列車を降りて荷物の重量を量るよう求める場合もある。スマートフォンを密輸する水貨客の中には、このような措置に強い不満を示し、「撮影は行き過ぎだ」と主張し、そうした状況に直面すれば必ず抗議すると語った。上水住民の中には、これらの措置は駅職員が罵声を浴びせられるだけだとし、手荷物制限を厳格に実施するよう提案する者もいた。

### 中英街
2013年3月1日に出境制限の新制度が施行された後、上水駅周辺での水貨客の活動はやや沈静化した。しかし、香港・深圳両政府が共同で境界管理を行っている沙頭角の中英街においては香港海関が中英街の禁区では法執行できないことを見越して、水貨客は同地の薬局で商品を仕入れてから深圳へと運ぶようになった。

### 屯門

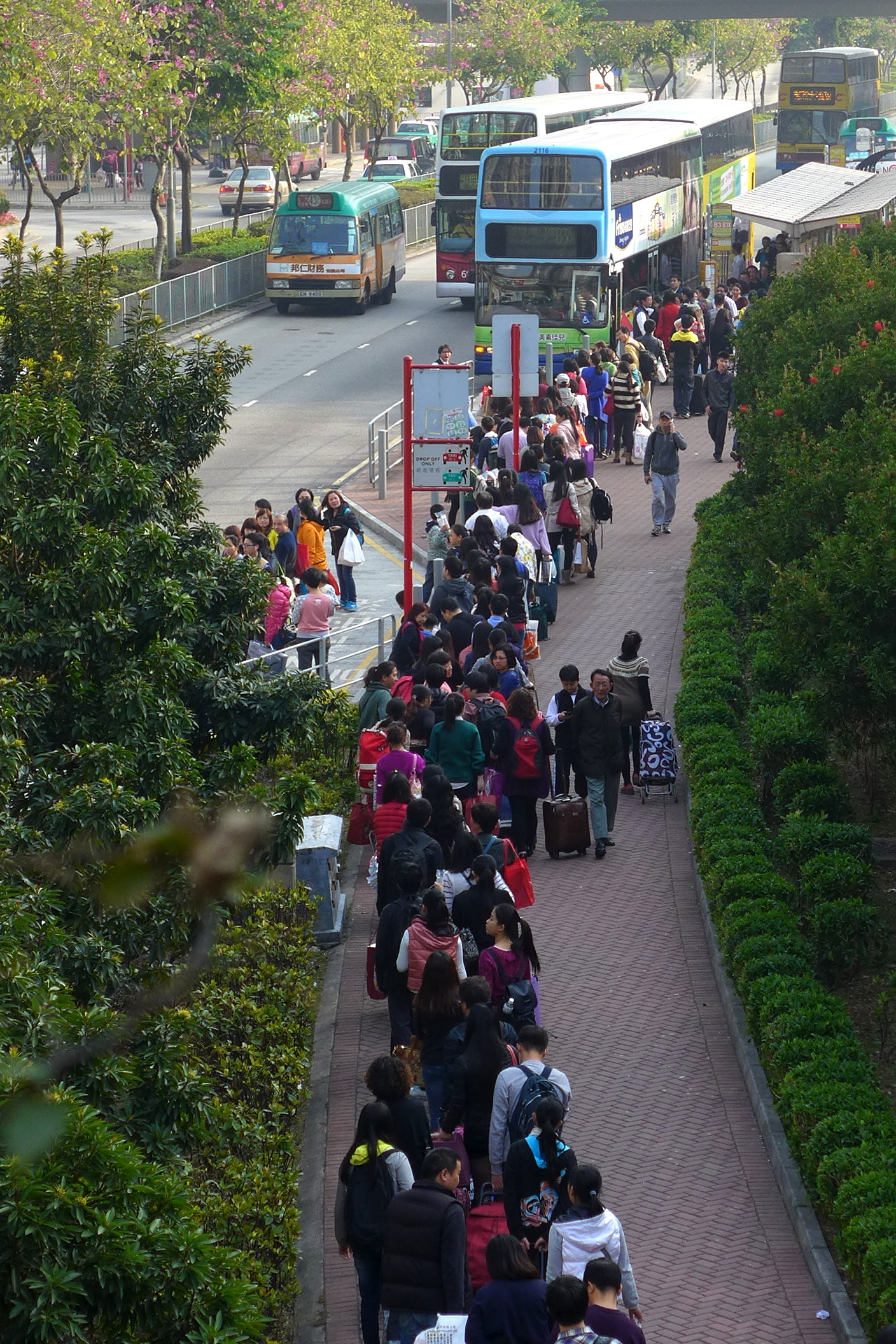
午後に屯門市中心でB3Xバスを待つ長い行列。その大部分は中国本土からの客で占められている

屯門は深圳湾口岸へのアクセスが非常に便利で、所要時間はわずか十数分であることから、2014年中頃より多くの水貨客を惹きつけ、B3X越境バスや口岸周辺が混雑する事態となった。このバス路線は水貨客専用のようになり、旧正月前の時期は特に深刻であった。「人口政策関注組」は2015年1月末に屯門のバス停で視察を行い、3時間の間に0.1立方メートルを超える荷物を持った水貨客1800人以上が乗車したことを確認し、《公共巴士服務規例》違反の疑いがあるとして、城巴職員が違反する水貨客の乗車を止めなかったことを非難、香港現地の乗客への影響を訴えた。また、屯門の大型ショッピングモール「屯門市広場」や「V City」では、中国本土からの買い物客を呼び込むために、無料の越境バスチケットを配布するなどの施策を行っていたが、これにより深圳湾の住民が屯門に殺到したことで、地元住民の間で論議を呼んだ。これを受けて城巴は2015年2月3日より、区内ショッピングモールへのB3Xバスチケットの販売を中止した。
一部メディアは、区域内の工業ビルで粉ミルク、紙おむつ、食品、化粧品を販売する店が開かれているのを発見し、まるで「水貨超市（水貨のスーパーマーケット）」であると報じた。その中でも美基工業大廈には少なくとも5軒の水貨超市が存在するという。ただし、土地契約によれば、同ビルの使用は工業または倉庫用途に限定されており、商取引目的での使用、すなわち小売や卸売販売などを行うことは、契約条件に違反する行為となる。
2015年2月8日、約40万人のネットユーザーが呼びかけに応じて屯門の水貨客の集散地に集まり、「光復屯門（屯門奪還）」と称するデモを行った。この事件は最終的に騒乱へと発展し、香港警察の機動部隊が商業施設内で催涙スプレーを使用し、警棒で制圧する事態となった。この事件で複数の負傷者が出て、13人が逮捕された。同様の行動は1か月後の3月8日に再び屯門で発生し、尖沙咀や上水にも波及した。中にはデモ参加者が道路に飛び出して城巴のB3X路線の発車を妨害するなどの行為もあり、この事件は「遊覽完上水去屯門（上水観光の後は屯門へ）」と称された。

### 沙田
「捍衛沙田」は、2015年2月15日に香港新界の沙田市中心で発生した社会運動であり、本土派の政治組織「光復香港，捍衞本土」およびソーシャルネットワーク上のグループによってオンライン上で呼びかけられた。この運動の目的は、香港域内における水貨客問題への抗議、「港澳個人遊（一人旅）」「一簽多行（マルチビザ制度）」の撤廃要求、ショッピングモールのテナントが中国人観光客顧客を優遇する市場傾向への反対表明にあった。これらの目標は、2012年9月から行われた「光復上水站」や、2015年2月8日に実施された「光復屯門」と類似している。

### 元朗
「光復元朗」は、2015年3月1日に香港新界の元朗で発生した社会運動であり、「勇武前線」「本土民主前線」「熱血公民」などの本土派政治組織、ソーシャルネットワークグループ、そして元朗区の住民によって呼びかけられた。その目的は、香港域内における水貨客問題への抗議と、「港澳個人遊」や「一簽多行」の撤廃を求めることであり、これは2012年9月から行われている「光復上水站」と同様の目的を持つものである。この運動は、「光復屯門」および「捍衛沙田」に続く、香港域内の水貨客問題に対する3度目の抗議活動となった。

## 水貨客の来源
2013年3月、香港保安局局長の黎棟国は、深圳海関の統計によれば、頻繁に両地を往復する水貨客のうち、香港住民と大陸住民の比率は6対4であると述べた。「ミルク粉新政策（奶粉新政）」が施行された後、香港海関によって摘発された粉ミルクを違法に持ち出そうとした旅行者も、主に香港の旅行者であったという。また、2015年2月の『大公報』によれば、職業的な水貨客のうち8割以上が香港住民であった。過去4年間に深圳海関が摘発した水貨客の疑いがある旅客は約3万3千人以上にのぼり、そのうち約2万人が香港籍で、残りが大陸籍の旅客であったという。
2013年3月から同年12月末までに、粉ミルクを対象とした水貨行為で摘発・有罪判決を受けた者は3100人を超え、そのうち香港在住者が45%、中国本土およびその他の国籍の者が55%を占めた。

## 関連法規
香港「入境条例」によれば、訪問者は入境事務処処長の許可を得ずに有給・無給を問わず雇用されること、または事業を開業・参与することはできず、違反した場合は最大で5万香港ドルの罰金および2年の禁錮刑が科される。不法就労者を雇用した者に対しては、最大で35万香港ドルの罰金および3年の禁錮刑が科される。
また、2011年5月1日に施行された中国本土の「刑法修正案（八）」によれば、1年以内に密輸行為で2回の行政処罰を受けた者が、3回目の密輸を行った場合、3年以下の有期懲役または拘留に処され、さらに脱税額の1倍以上5倍以下の罰金が科される。
このほか、2012年6月に深圳市人民政府は「深圳経済特区反走私綜合治理条例」を施行し、流通分野における密輸商品や合法な輸入源の証明がない商品の取り締まりに関する規定を定めた。

### 判例
中国本土の水貨客が滞在条件に違反したため即時に2か月の禁錮刑を言い渡された事例がある。また、公衆の場に商品を置いて占拠した水貨客が阻街（交通妨害罪）で摘発された事例もある。
さらに、香港人1,000人以上が水貨活動に関与したことで、深圳市福田区にある3つの拘置所に拘留された経験がある。

## 付随する問題

### 水貨客に対する保証金詐欺
2009年から2011年にかけて、水貨客が詐欺被害に遭う事件が多発した。荷主が「商品の価値が高い」として水貨客に保証金を支払わせたものの、到着後にその荷主とは連絡が取れなくなり、運ばれた商品は安物ばかりだった。

### 粉ミルクの品薄
統計処の資料によれば、2012年の最初の11か月間で、香港の乳児用食品の輸入量は1,495トンに達し、2009年の132トンから10倍以上急増したにもかかわらず、中国大陸の親たちが絶えず買い漁るため、香港市中では粉ミルクが長期的に供給不足に陥っていた。あるコラムニストはこの状況を「粉ミルクはヘロインよりも手に入りにくい（奶粉難買過白粉）」と揶揄した。
2013年1月、複数のママ向けサイトの記事によると、粉嶺、旺角、将軍澳などの地区では、水貨客がより多くの粉ミルクを確保するために、高齢者を雇って深夜から複数のチェーン店や薬局に並ばせ、1缶あたり20～50香港ドルの報酬を支払っていたという。粉嶺の複数のマニングスでは、毎日午後から10人以上が列を作り、夜7～8時の「再入荷」を待ち、その後即座に粉ミルクを買い占めていた。再入荷から15分以内に売り切れることが通常だった。将軍澳のマニングスでは、毎晩10人以上の高齢者や主婦が店の前に並び、翌朝開店前に水貨客が現れて現金を渡し、高齢者たちは1人あたり上限の4缶を購入して水貨客に渡すという流れが繰り返されていた。香九薬房総商会の劉愛国理事長によれば、粉ミルクの供給業者は香港の乳児人口に基づいて販売量を割り当てており、水貨客に買い占められると当然のように不足が起こる。また、中国本土では旧正月に粉ミルクを贈り物として用いる習慣があり、年末が近づくにつれて供給がさらに逼迫した。ある薬局ではこの機にミード・ジョンソンA+1の価格を元の280香港ドルから40%以上引き上げて400香港ドルで販売し、さらに高値を提示した者に販売していた。無綫電視の記者は、ある薬局で粉ミルクは「品切れ」と言われたが、普通話（中国本土の標準語）で尋ねると「1缶ある」と返されたケースを報じている。ある密輸グループでは、子供のいる女性を雇って粉ミルクを運ばせたり、子供を借りて母子に偽装し、海関職員に止められた場合は「子供用」と主張することで、疑いのある場合も多くの場合通してもらっていた。あるネチズンは、水貨客による粉ミルクの買い占めを助長したくないという理由でマニングスの仕事を辞めたと高登討論区で明かし、ネット民から称賛を受けた。

#### 持ち出し制限
水貨客による粉ミルクの買い占めが深刻化し、「粉ミルク不足（奶粉荒）」が発生したことを受け、2013年1月25日、『蘋果日報』は「進出口条例」第31条に基づく規定を設け、粉ミルクの過剰移出を禁止するよう提案した。その後、行政会議メンバーで新民党主席の葉劉淑儀も1月28日に同様の提案を行い、行政会議における行政長官が「儲備商品（進出口及儲備存貨管制）規例」の附表を改正すれば即時施行が可能だとした。2月1日、香港政府は複数の部門による合同記者会見を開き、粉ミルクの買い占め問題に対する対策を発表。その中には「進出口条例」附則を改正し、許可なく香港の乳幼児用調製粉乳を移出することを禁止する案が含まれていた。旅行者の個人使用への需要を考慮し、1人の成人旅行者が国外に持ち出せる粉ミルクは純重量で1.8キログラム（およそ2缶）までとされた。法改正案は業界の意見を聞いた上で行政長官と行政会議に提出し、数か月以内に施行される予定とされた。

## 抗議運動

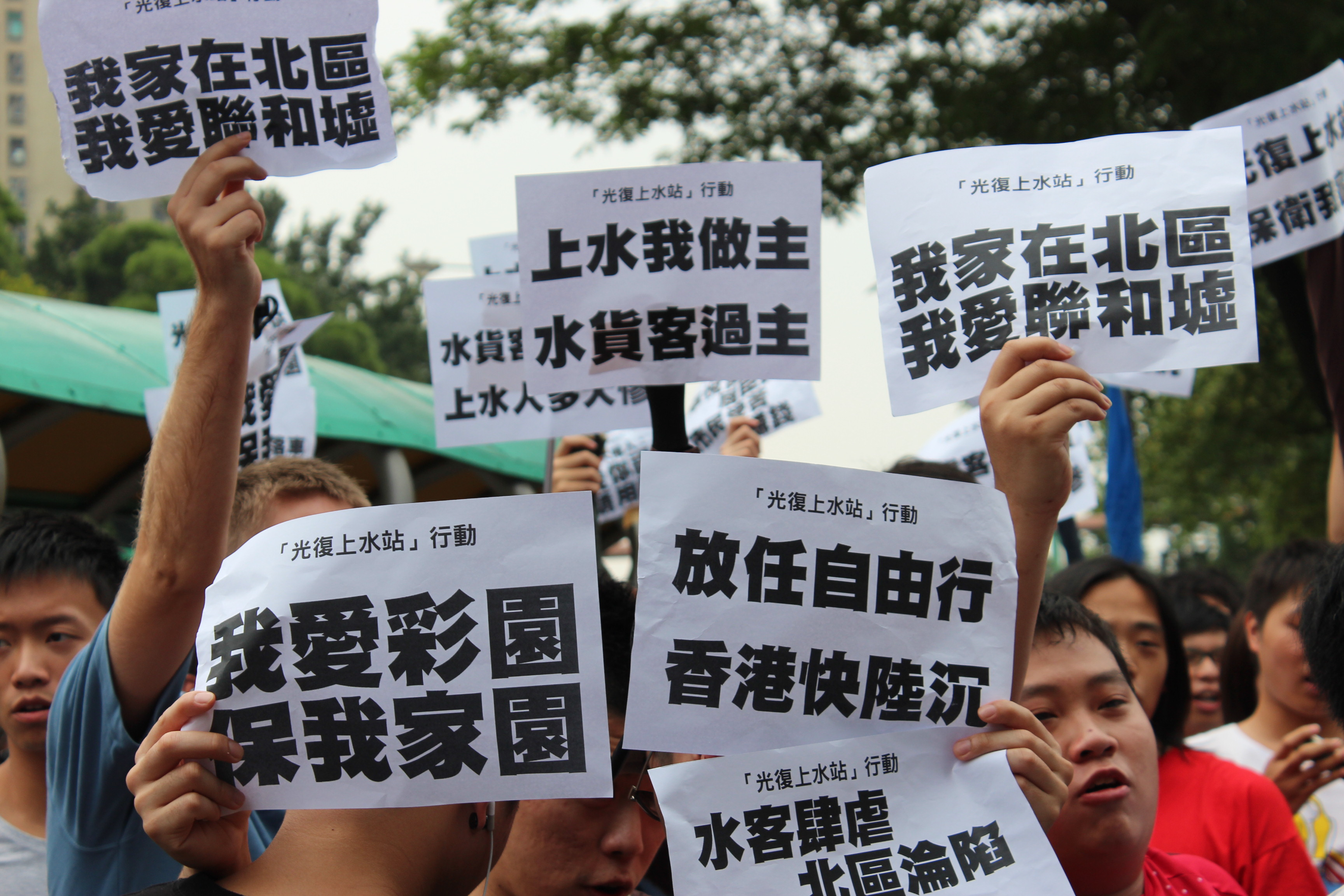
「光復上水站」行動の中で示威者が掲げたスローガン

香港域内の水貨客問題に対して、2012年9月14日、北区住民は「北区水貨客関注組」を設立し、同時にネットユーザーによる「光復上水站」や「光復香港」といった社会運動が引き起こされた。2013年1月27日には、一部のデモ参加者は北区を越えて東鉄線旺角東駅付近で水貨客に対する抗議活動を行い、大手雑貨チェーン店を包囲する事態となった。「北区水貨客関注組」と新民主同盟の香港立法会議員・范国威は、香港保安局に対して自由行制度の「一簽多行」の廃止を要求した。

## 取り締まり
2012年9月から2015年1月8日までの間、香港警察は「風沙行動」と名付けられたオペレーションにより、中国大陸出身者11人と香港人14人を逮捕し、さらに212人の中国大陸出身者を滞在条件違反で起訴、残りは中国大陸へ送還された。起訴された212人のうち、202人が懲役4週間から3か月の実刑判決を受け、残る10人については起訴が取り下げられた。
また、入境事務処も水貨客の疑いがある人物の監視リストを作成しており、2015年2月末時点で合計13,570人がそのリストに記載されていた。
同時期に、深圳海関は4,500人を超える水貨客、荷受人および「天文台」（密輸監視役）を逮捕した。

## 批判
2015年3月9日、中国国家工商行政管理総局の張茅局長は第12回全国人民代表大会第3回会議において、水貨客が中国本土と香港の物価差を利用して海関の監督を逃れていると述べた。これらの行為は香港市民の生活に不便をもたらすだけでなく、合法企業の営業スペースを圧迫し、さらに本土市場の秩序を乱していると指摘した。また、国家打撃走私弁公室が工商部門をはじめとする関連部門と連携し、このような行為を全面的に取り締まっているとも述べた。

## 澳門における水貨客問題
2020年1月下旬から2月初めにかけて、新型コロナウイルスの影響を受けて、香港は出入境管理措置を実施し、中国本土も香港における第2波の感染拡大に対応して、出入境制限とより厳格な入境措置を導入した。その結果、香港と中国本土（深圳）を往来する複数の出入境口が閉鎖され、水貨客は香港での活動が不可能となった。マカオでは3月下旬に第2波の感染拡大が起きたことを受けて、広東省政府は3月27日より、入境者に対し14日間の医学的観察（隔離）を義務付けた。しかし、マカオの感染状況が緩和したことから、中国本土当局は6月下旬より珠海市へのマカオ住民の入境を限定的に再開し、その後広東省大湾区9市へと範囲を拡大。マカオにおける新規感染者ゼロの状況を背景に、2020年7月15日からは広東省大湾区9市への入境時の14日間の隔離措置が解除され、入境範囲は広東省全体に、9月下旬には中・高リスク地域を除く中国本土全体へと拡大された。香港から本土への出入境制限が続く中、香港の水貨業者は広東省・マカオ間の出入境制限緩和に着目し、違法手段を用いて香港の水貨をマカオへ輸送しようとした。その結果、香港の水貨業者やグループが相次いでマカオの出入境管理の隙を突き、香港域内の水貨活動の中心をマカオ域内の関閘および北区（ファティマ堂区）一帯へと移し、マカオ域内において水貨客が横行するという問題を引き起こした。

## ポップカルチャー
- THE CROSSING〜香港と大陸をまたぐ少女〜（原題：過春天） - 越境通学児童（中国語版）と水貨客問題を題材にした2019年の中国映画